# Little Wolf

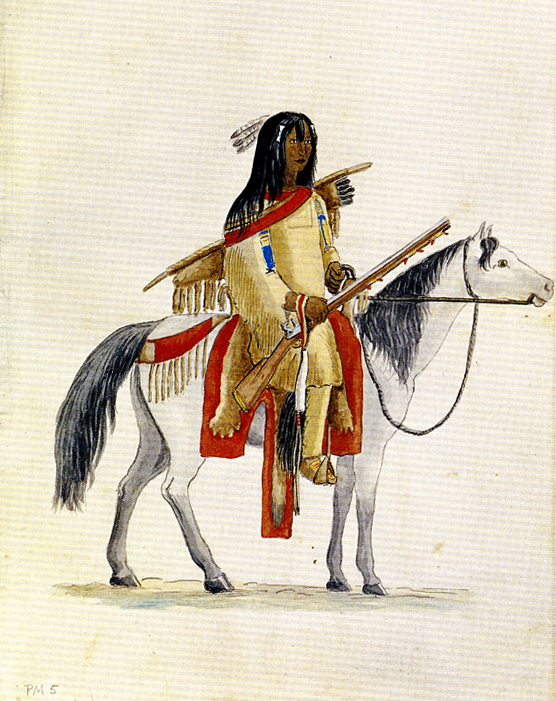
Indio a caballo, acuarela de Maximilian zu Wied-Neuwied de 1833 o 1834.

Pequeño Lobo (en inglés, Little Wolf) fue un nombre usado comúnmente por los amerindios del norte de América. Más de un jefe cheyenne lo llevó, siendo uno de los primeros conocidos por los blancos un jefe de las tribus sureñas que participó en un ataque para robar caballos a los comanches alrededor de 1830 junto a Lobo Amarillo. El último y más conocido Little Wolf (en lengua cheyenne: O´kohomoxhaahketa, algunas veces transcrito como Ohcumgache o Ohkomahkit, siendo la traducción correcta Pequeño Coyote) fue un jefe cheyenne del norte (c. 1820- 1904), conocido por ser un buen estratega militar que lideró un dramático escape militar de un confinamiento en Oklahoma para retornar a la tierra ancestral cheyenne en 1878.

## Campañas militares
Nació en el actual estado de Montana a mediados de los años 1850. Little Wolf se convirtió en un prominente jefe de los cheyennes del norte que comandó un grupo de guerreros llamados los Elk Horn Escrapers durante las guerras de las llanuras del norte. Luchó en la llamada guerra de Nube Roja, que duró de 1866 a 1868. Como jefe firmó el tratado de Fort Laramie. Fue elegido jefe de la Dulce Medicina por uno de los jefes ancianos del consejo de los cuarenta y cuatro, un alto honor en la cultura cheyenne. Esto lo convertía en portador de la reencarnación espiritual del héroe y ancestro Dulce Medicina. Debido a este título honorífico, se esperaba que estuviera por encima de la ira, y que se preocupara por su pueblo más que de sí mismo. 
No estuvo presente en la batalla de Little Big Horn, pero participó antes y después de ella. Algunos de sus exploradores hallaron restos de comida dejados por las fuerzas de Custer, y ellos a su vez fueron observados por exploradores de los militares estadounidenses. Reportado a Custer, creyendo este erróneamente haber sido descubierto por el campamento principal de los sioux y cheyennes, apresuró el ataque para evitar el asedio de los indios. Después de la batalla, Pequeño Lobo fue detenido y casi asesinado por los sioux, quienes creían que estaba explorando para el hombre blanco. Su firmeza al negar complicidad en el ataque y el apoyo de sus compatriotas cheyennes del norte presentes en la batalla lo salvaron. 

## Huida hacia Montana
Después de la derrota de Pequeño Lobo y Cuchillo Desafilado a manos del coronel Randal S. Mackenzie en noviembre de 1876, fueron confinados en una reserva en el territorio indio de Oklahoma. Alrededor de 1878, él y Cuchillo Desafilado comandaron la huida de 300 cheyennes de la reserva india cerca de Fort Reno, Oklahoma, a través de Kansas, Nebraska y el territorio Dakota hacia el territorio de Montana, su hogar ancestral. Durante la huida eludieron la caballería de los Estados Unidos quienes querían capturarlos. Los dos grupos se separaron al alcanzar Nebraska, y, mientras el grupo de Cuchillo Desafilado se rindió cerca de Fort Robinson, el grupo de Pequeño Lobo alcanzó a llegar a Montana, donde finalmente se les permitió quedarse.

## Últimos años
Después se convirtió en rastreador para el ejército estadounidense bajo las órdenes del general Nelson A. Miles. Se involucró en una disputa sobre un problema que tenía que ver con su hija, que resultó en la muerte de un indio llamado Alce Hambriento al que Pequeño Lobo en estado de ebriedad disparó y mató en el puesto comercial de Eugene Lamphere, el 12 de diciembre de 1880. Como resultado de esto, se exilió voluntariamente y perdió su estatus de jefe. En sus últimos años, vivió en la Reserva India de los cheyennes del norte, donde murió en 1904. George Bird Grinnel, un amigo cercano y etnógrafo que documentó la vida de Pequeño Lobo, lo llamó: “el más grande indio que he conocido”.